# Springfield Armory, Inc.
Springfield Armory, Inc. je ameriško orožarsko podjetje, ki ima sedež v mestu Geneseo v ameriški zvezni državi Illinois. Podjetje je bilo ustanovljeno leta 1974 in je danes eno največjih orožarskih podjetij v ZDA. 
Doslej je za svoje izdelke že štirikrat prejelo priznanje National Rifle Associationa za Orožje leta (Gun of the Year).
Podjetje ni nikakor povezano s podjetjem Springfield Armory iz Massachusettsa, ki je bilo ustanovljeno leta 1777 in je obratovalo do leta 1968.